# Vana-Kuuste (przystanek kolejowy)
Vana-Kuuste – przystanek kolejowy w miejscowości Vana-Kuuste, w prowincji Tartu, w Estonii. Położony jest na linii Tartu - Koidula.

## Historia
Przystanek został otwarty w latach 30. XX w.. Do 2011 był zlokalizowany na 15,9 km linii, tj. 400 m na południe (w stronę Koiduli) od współczesnej lokalizacji przystanku.